# Ejido Hacienda Vieja
Ejido Hacienda Vieja är en ort i Mexiko.   Den ligger i kommunen Reyes Etla och delstaten Oaxaca, i den sydöstra delen av landet, 300 km sydost om huvudstaden Mexico City. Ejido Hacienda Vieja ligger 1 659 meter över havet och antalet invånare är 156.
Terrängen runt Ejido Hacienda Vieja är varierad. Runt Ejido Hacienda Vieja är det mycket tätbefolkat, med 2 431 invånare per kvadratkilometer. Närmaste större samhälle är San Pablo Etla, 12,1 km sydost om Ejido Hacienda Vieja. Omgivningarna runt Ejido Hacienda Vieja är en mosaik av jordbruksmark och naturlig växtlighet.